# Justí de Nassau
Justí de Nassau (? 1559 - Leiden, 1631) va ser fill de Guillem I d'Orange-Nassau, estatúder de les Províncies Unides dels Països Baixos i de la seva amant Eva Elincx. El seu pare el va reconèixer com propi, criant-lo al costat dels fills haguts d'altres matrimonis.

## Biografia
Va estudiar a Leiden. Va ser nomenat tinent coronel el 1583. El 1585 va arribar a tinent almirall, i fins i tot participà en el combat de 1588 contra l'Armada Invencible espanyola.
Des de 1601 fins a 1625 va ser governador de la ciutat holandesa de Breda. El 1625 va ser derrotat pels terços de l'Imperi Espanyol sota el comandament d'Ambrosi Spinola després del setge de Breda de 1625, que serviria d'inspiració per al quadre del pintor Diego Velázquez La rendició de Breda. Després de la conquesta de la ciutat, Justí se'n va anar cap a la ciutat de Leiden.

## Descendència
L'any 1597 es va casar amb Anna van Merode (1567-1634), amb qui va tenir tres fills: 
- Guillem Maurici de Nassau (1603-1638);
- Lluïsa Enriqueta de Nassau (1604 - c. 1640);
- Felip de Nassau (1605 - c. 1674).